# Panychida

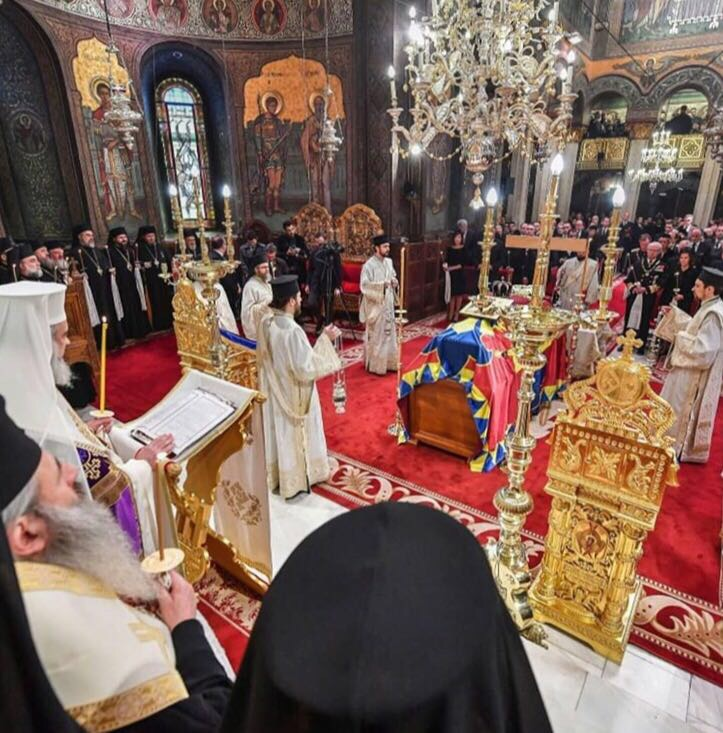
Pravoslavná panychida

Výraz panychida pochází z řečtiny (řecky παννυχίς – celonoční [služba]) a označuje v pravoslavné a řeckokatolické liturgii bohoslužbu za zemřelé. 
Délka trvání panychidy může být různá, podle množství přidaných modliteb či celonočního bdění. 
Knižně se výraz užívá pro jakoukoliv smuteční slavnost, tryznu.